# El Villar de Santiago
El Villar de Santiago (Viḷḷar de Ḷḷaciana en patsuezu) es una localidad y pedanía perteneciente al municipio de Villablino, situado en la comarca de Laciana.
Está situado en la LE-493, siendo el primer pueblo cuando se toma el desvío en Rioscuro.

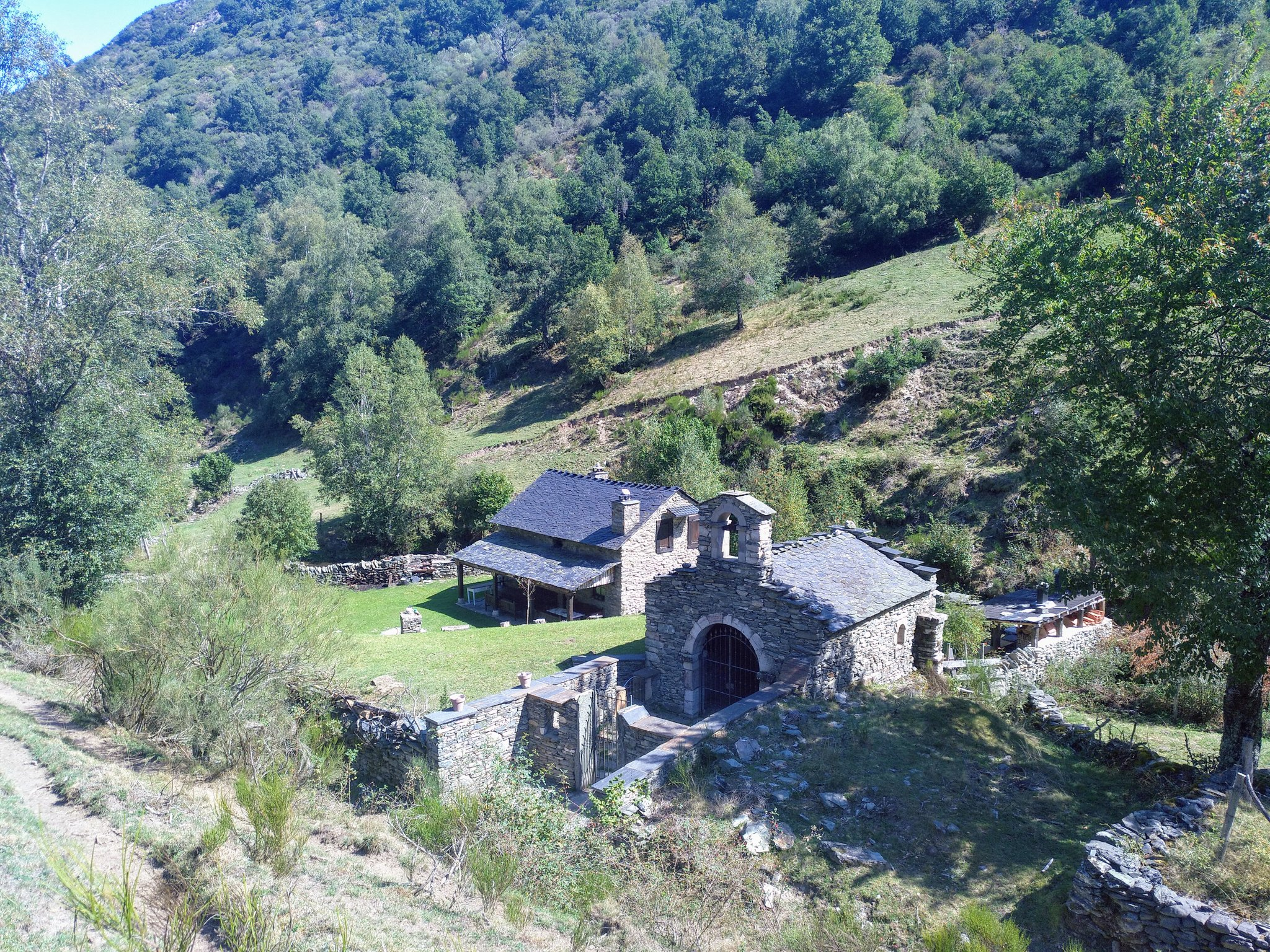
Ermita de San Justo, en la braña de El Villar de Santiago

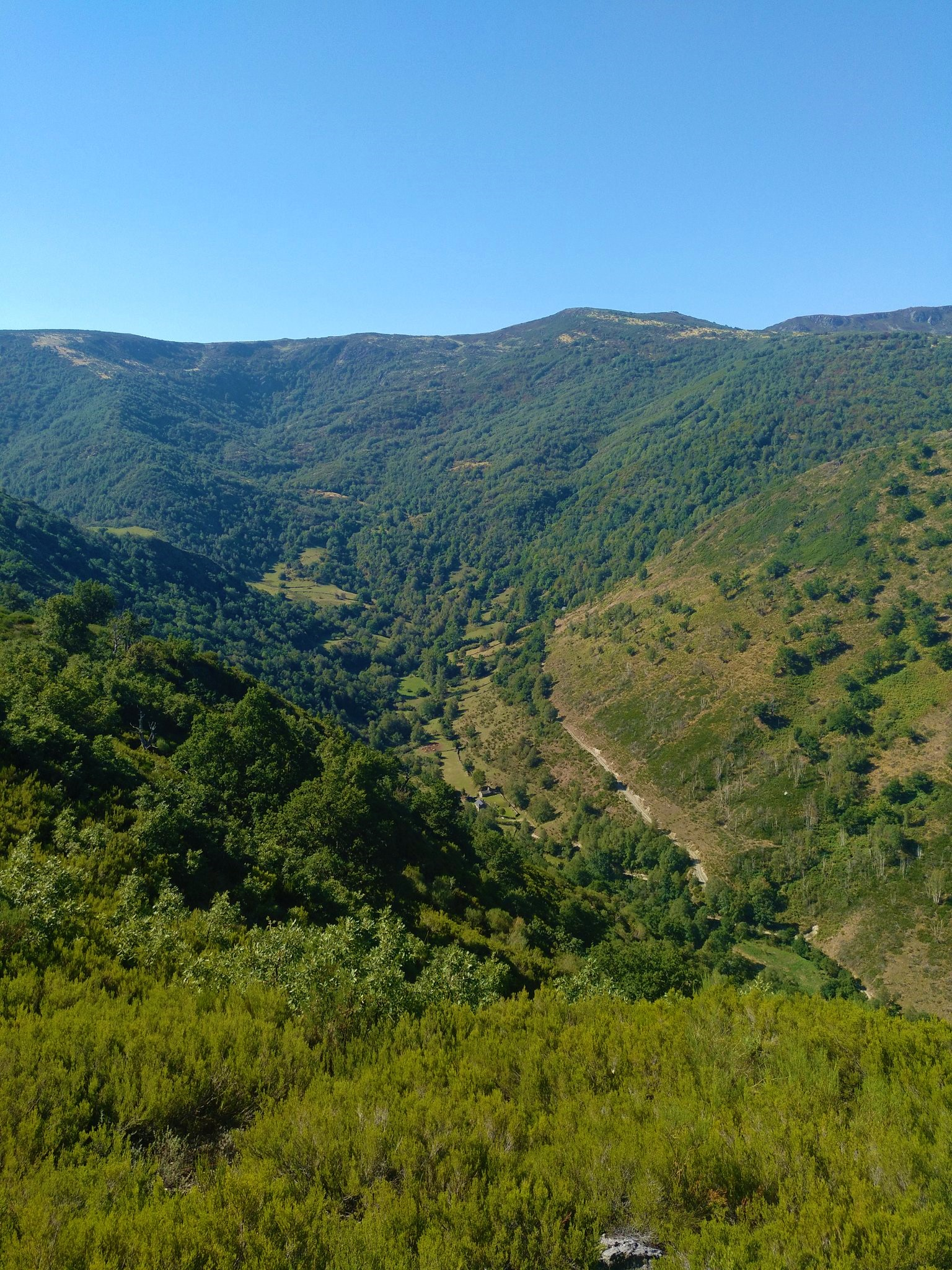
Vista de la braña de San Justo

## Demografía
Tiene una población de 65 habitantes, con 34 hombres y 31 mujeres.